# Благодатне (Балаклава)
Благодатне або Благодать (крим. Blağodatne) — віддалена частина міста Севастополя, в Балаклавському районі.
Фактично район Балаклави, розташована за 2 км на схід від неї.
З 7 вересня 2023 року місцевість передана до Бахчисарайського району Автономної Республіки Крим, однак, вона досі не має статусу окремого населеного пункту.

## Історія
У 1930 році на місці нинішнього села було засновано радгосп «Благодать», назва населеного пункту якого, згодом, перетворена на ім'я сучасного Благодатного.
7 травня 1957 року було передано у підпорядкування міській раді Севастополя і втратило статус окремого населеного пункту.